# Iosif Mieldier
Iosif Ilicz Mieldier, ros.: Иосиф Ильич Мельдер (ur. 17 października?/29 października 1899 we wsi Pawłowskoje w guberni witebskiej, zm. 12 października 1958) – radziecki i polski oficer, pułkownik gwardii. 

## Życiorys
Od lutego 1918 walczył w szeregach Czerwonej Gwardii, następnie Armii Czerwonej, w rejonie Moskwa i na południu, w tym w Dagestanie. Następnie był komendantem szeregu szkół wojskowych.
Po napaści Niemiec na ZSRR w stopniu pułkownika kierował szkołą wojskową ewakuowaną na wschód Rosji. Brał udział w walkach, zarówno na czele jednostek szkolnych, jak i typowo frontowych, m.in. w operacji stalingradzkiej.
Od 1 września 1944 pełnił służbę w Wojsku Polskim, od 8 września dowodził 7 Dywizją Piechoty. 13 października 1944 „za dezercję w 31 pułku piechoty i zaniechanie działania” zdjęty ze stanowiska.
W 1945 ponownie dowodził dużymi jednostkami wojskowymi, wziął udział w szturmie na Berlin, a dowodzona przez niego dywizja została udekorowana Orderem Czerwonego Sztandaru. 
W lutym 1945 dywizja została rozformowana, Mieldier pozostał w dyspozycji Głównego Zarządu Kadr Ludowego Komisariatu Obrony. Odbywał leczenie w sanatorium wojskowym w Piatigorsku. 23 października 1945 w stopniu pułkownika gwardii został przeniesiony do rezerwy.